# Harmonium (musikalbum)
Harmonium är den amerikanska singer-songwritern Vanessa Carltons andra album. Albumet släpptes 2004 på A&M Records.

## Låtlista
1. "White Houses" (Vanessa Carlton, Stephan Jenkins) - 3:45
2. "Who's to Say" (Carlton, Jenkins) - 4:51
3. "Annie" (Carlton, Jenkins) - 4:48
4. "San Francisco" (Carlton) - 4:12
5. "Afterglow" (Carlton) - 3:56
6. "Private Radio" (Carlton, Jenkins) - 2:59
7. "Half a Week Before the Winter" (Carlton) - 3:27
8. "C'est La Vie" (Carlton) - 2:34
9. "Papa" (Carlton) - 2:39
10. "She Floats" (Carlton) - 5:15
11. "The Wreckage" (Carlton) - 2:17